# 奥芬巴赫-洪德海姆
奥芬巴赫-洪德海姆是德国莱茵兰-普法尔茨州的一个市镇。总面积7.84平方公里，总人口1171人，其中男性576人，女性595人（2011年12月31日），人口密度149人/平方公里。